# Empire State of Mind
Singles par Jay-Z
Run This Town
(2009) On to the Next One
(2009)
Singles par Alicia Keys
Another Way to Die
(2008) Doesn't Mean Anything
(2009)
Pistes de The Blueprint 3
Run This Town Real as It Gets
Empire State of Mind est un single du rappeur natif de Brooklyn Jay-Z en duo avec la chanteuse Alicia Keys sorti en 2009. C'est le 3e extrait du 11e album de Jay-Z, The Blueprint 3.
Empire State of Mind fait référence à The Empire State, le surnom de l'État de New York, ainsi qu'aux titres de Billy Joel (New York State of Mind) ou encore Nas (N.Y. State of Mind).
Dans la chanson, Jay-Z fait notamment référence aux stars de la NBA LeBron James et Dwyane Wade, ainsi qu'aux équipes des Knicks de New York et des Nets du New Jersey.
Le rappeur Nas était à l'origine prévu sur le titre mais il a dû refuser en raison de son divorce avec Kelis et de l'enregistrement de son album commun avec Damian Marley, Distant Relatives. Jay-Z a ensuite déclaré qu'en entendant les notes de piano, il avait tout de suite pensé à Alicia Keys, également originaire de New York et plus précisément de Harlem.

## Réception
Cette chanson est l'un des plus grands succès mondiaux de Jay-Z. Empire state of Mind a atteint le top 10 dans de nombreux pays (États-Unis, Royaume-Uni, Canada, Australie, Italie, Suède, France). Le titre est resté numéro un pendant 5 semaines consécutives au Billboard Hot 100 aux États-Unis. Il s'agit d'ailleurs de la première fois que Jay-Z atteint la première place de ce classement. La chanson a également remporté un Grammy Awards (Best rap/song collaboration). Il s'agit du plus grand succès de Jay-Z dans les charts américains, la chanson s'écoulant à plus de 3 millions d'exemplaires aux dans ce pays. Empire State of Mind a été certifiée triple disque de platine par la RIAA le 16 avril 2010. Elle a été classée parmi le top 10 des meilleures chansons de 2009 par Rolling Stone et le New York Times.

### Critique
La lecture des paroles permet d'y voir la promotion du rêve américain (mythification de la réussite en partant de rien), alors que dans la réalité, ce qui attend la majorité des immigrés à New York c'est davantage les emplois précaires ce qui représente néanmoins une ascension sociale par rapport à leur condition d'origine. Ainsi, en 2011 : 500 000 clandestins continuent de faire les sales boulots (ils constituent la moitié des plongeurs, le tiers des peintres en bâtiment, 28 % des serveurs.

## Clip vidéo

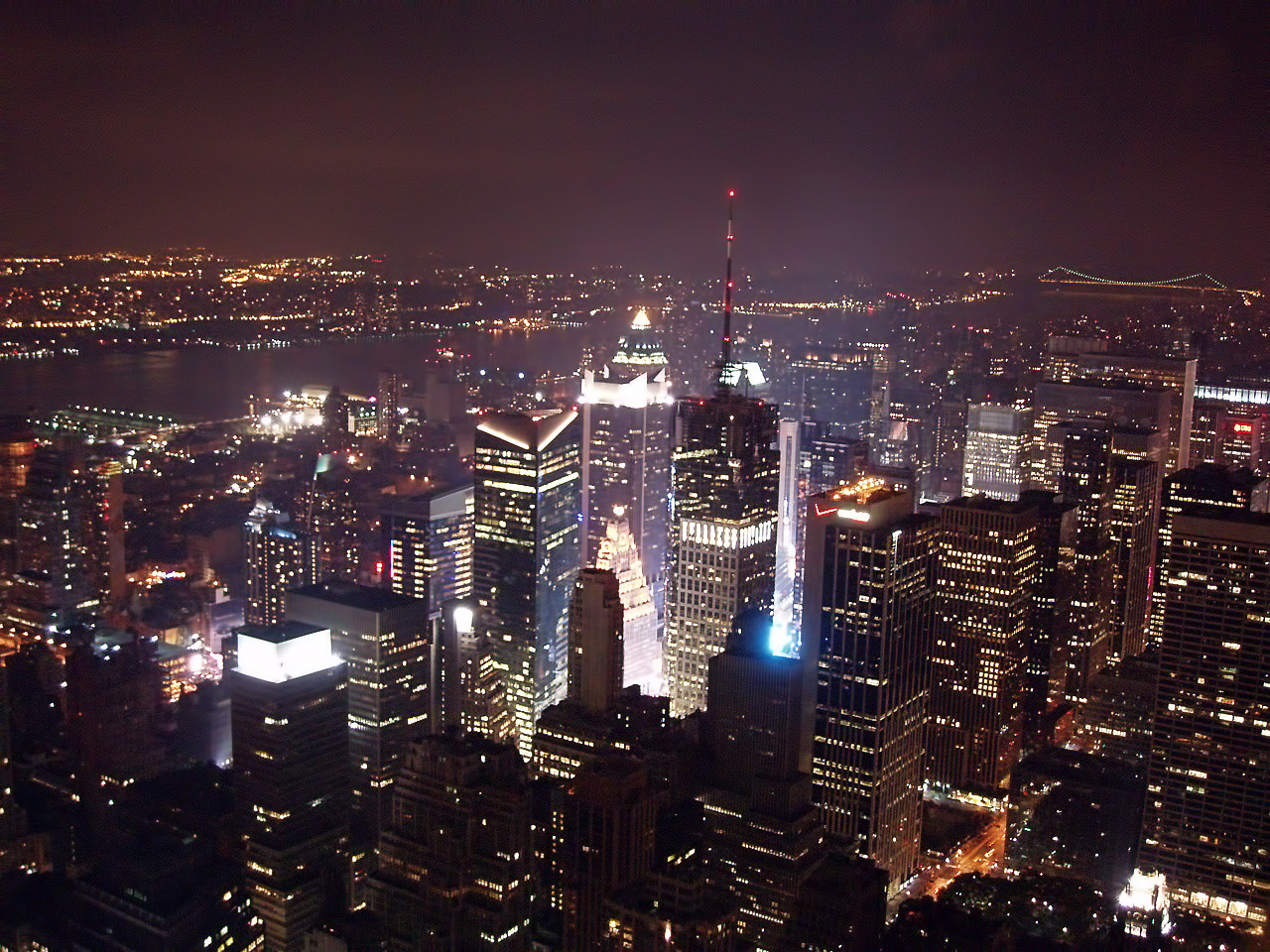
Vue aérienne de la skyline new-yorkaise.

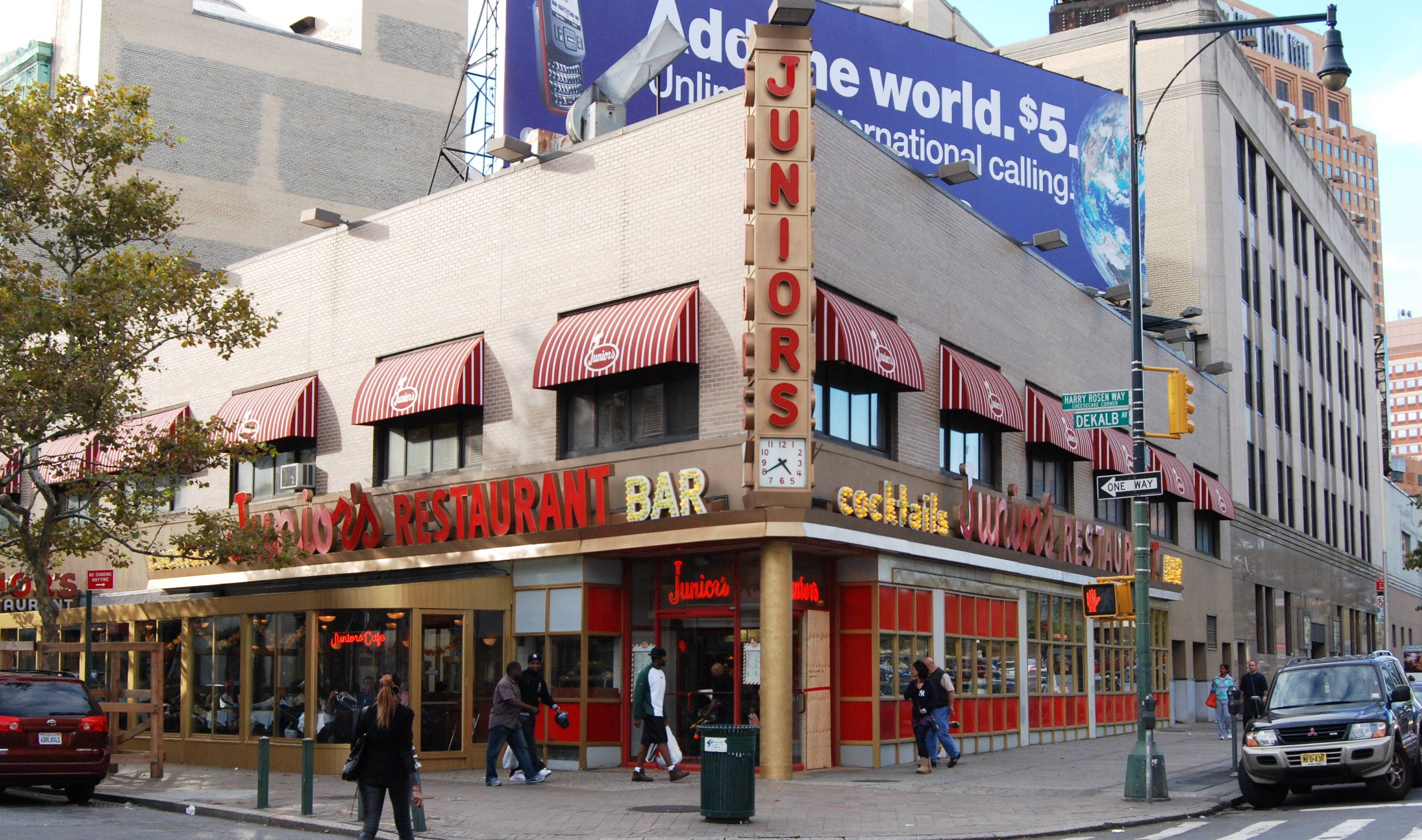
Restaurant Junior's de Brooklyn.

Le clip, réalisé par Hype Williams, a été tourné le 1er octobre 2009 à New York, principalement à Harlem, Tribeca Times Square et autour du Ground Zero. On peut y apercevoir le Yankee Stadium, l'Empire State Building, le Chrysler Building et le stade Ebbets Field. La vidéo est sortie sur YouTube le 30 octobre 2009.
Le clip, qui est un hommage à New York, commence par des vues en noir et blanc de plusieurs lieux de la ville, qui se superposent les unes aux autres. On remarque en particulier des vues des rues des quartiers de Brooklyn (Restaurant Junior's, Ebbets Field ), de Harlem (croisement de 145th Street), de Tribeca, de l'East Village (8th Street), et de Wall Street (bourse de Wall Street, monuments du Taureau de Wall Street et de John D. Rockefeller devant le Rockefeller Center), de Times Square (affiches du concert de Jay-Z au Madison Square Garden en 2009), mais aussi des entrées du métro newyorkais, de bus portant des publicités en espagnol et du pont de Brooklyn.
On repère ensuite le Yankee Stadium et des supporters des Yankees, des postes et des voitures du New York Police Department, ainsi que les fameux yellow cabs ou des images du carnaval caribéen de Brooklyn. Le chanteur rend aussi hommage à plusieurs stars de la chanson ayant un lien avec la ville, et apparaissent ainsi des portraits de Notorious B.I.G. et de Bob Marley. Ce panorama de la ville est interrompu par des images de Jay-Z portant la casquette des Yankees, chantant les paroles dans la rue, devant des immeubles typiques de Brooklyn, ou dans un building face à l'Empire State Building. Alicia Keys apparaît au moment des refrains, jouant sur un piano Yamaha décoré avec une vue de la skyline. Elle chante, tandis que derrière elle se distingue l'animation de Times Square et le passage des voitures. La scène est entrecoupée de nouvelles vues de New York : les buildings de Lower Manhattan et de Midtown (Empire State Building). À la fin du clip, les images tournées en couleur montrent Jay-Z et Alicia Keys jouant sur les marches du pavillon TKTS à Times Square, ainsi que des vues de la skyline.
La chaîne américaine de télévision BET a classé la vidéo 6e parmi les 100 meilleurs clips de 2009.

## Sample
Empire State of Mind contient un sample de Love on a Two-Way Street interprété par The Moments.

## Suite
Alicia Keys a enregistré la suite du morceau, intitulée Empire State of Mind (Part II) Broken Down. Le titre est présent sur son 4e album studio The Element of Freedom sorti fin 2009.

## Divers
La chanson est présente dans le film Men in Black 3 (2012), lorsque l'agent J rentre dans le café et que l'agent K chante en marquant le rythme.
En avril 2023, Jay-Z publie un remix intitulé New York (Concept de Paris). La chanson est dévoilée le 14 avril 2023 à Paris, lors du concert d'ouverture de l'exposition Basquiat × Warhol de la fondation d'entreprise Louis-Vuitton. Produit par Young Guru, ingénieur du son et collaborateur de longue date du rappeur, cette nouvelle version incorpore des éléments de New York Is Killing Me de Gil Scott-Heron.

## Classements

### Classements hebdomadaires
| Classement (2009)             | Meilleure Position |
| ----------------------------- | ------------------ |
| Australie ARIA Charts         | 4                  |
| Autriche                      | 13                 |
| Belgique (Nl)                 | 4                  |
| Belgique (Fr)                 | 4                  |
| Brazil Hot 100 Airplay        | 17                 |
| Canadian Hot 100              | 3                  |
| Danemark                      | 2                  |
| Pays-Bas Top 40               | 2                  |
| Finlande                      | 9                  |
| France (téléchargement légal) | 3                  |
| France                        | 8                  |
| Media Control Charts          | 11                 |
| Italie                        | 3                  |
| Irlande                       | 2                  |
| Nouvelle-Zélande RIANZ        | 6                  |
| Norvège                       | 5                  |
| Espagne                       | 27                 |
| Suède Sverigetopplistan       | 6                  |
| Suisse (Swiss Singles Chart)  | 4                  |
| UK Singles Chart              | 2                  |
| UK R&B Singles Chart          | 2                  |
| Billboard Hot 100             | 1                  |
| Hot R&B/Hip-Hop Songs         | 1                  |
| Rap Songs                     | 1                  |

### Certifications
| Pays           | Certification |
| -------------- | ------------- |
| Belgique (BEA) | Platine       |
| France (SNEP)  | Or            |